# Coupe d'Europe féminine de rink hockey 2017-2018
 (août 2018).
Navigation
Coupe d'Europe féminine 2016-2017 Coupe d'Europe féminine 2018-2019
La Coupe d'Europe féminine de rink hockey 2017-2018 est la 12e édition de la compétition européenne de rink hockey entre équipes de club. La phase finale a lieu à Lisbonne, au Portugal.

## Compétition

### Quarts de finale
| Équipe 1           | Score | Équipe 2        | Aller | Retour |
| ------------------ | ----- | --------------- | ----- | ------ |
| CS Noisy-le-Grand  | 5-10  | Stuart HCM      | 2-7   | 3-3    |
| CP Voltregà        | 7-6   | ERG Iserlohn    | 4-4   | 3-2    |
| SL Benfica         | 25-4  | Molfetta        | 15-2  | 10-2   |
| Hostelcur Gijón HC | 13-3  | Bigues i Riells | 7-1   | 6-2    |

### Final Four
|  | Demi-Finales       | Demi-Finales |                    |   | Finale | Finale |
|  | Demi-Finales       | Demi-Finales |                    |   | Finale | Finale |
|  |                    |              |                    |   |        |        |
|  |                    |              |                    |   |        |        |
|  |                    |              |                    |   |        |        |
|  | Hostelcur Gijón HC | 7            |                    |   |        |        |
|  | Hostelcur Gijón HC | 7            |                    |   |        |        |
|  | Stuart HCM         | 4            |                    |   |        |        |
|  | Stuart HCM         | 4            | Hostelcur Gijón HC | 4 |        |        |
|  |                    |              | Hostelcur Gijón HC | 4 |        |        |
|  |                    | SL Benfica   | 3                  |   |        |        |
|  | CP Voltregà        | SL Benfica   | 3                  | 4 |        |        |
|  | CP Voltregà        |              |                    | 4 |        |        |
|  | SL Benfica         | 5            |                    |   |        |        |
|  | SL Benfica         | 5            |                    |   |        |        |